# Nédelleci Hervé
Nédelleci Hervé (latinul: Hervæus Natalis, franciául: Hervé Nédellec), (Nédellec, Bretagne, 1260 körül – Narbonne, 1323. augusztus 7.) középkori domonkos francia teológus, számos filozófiai és teológiai mű szerzője. Írásai közé tartozik a Summa Totius Logicae, amelyet valaha Aquinói Tamásnak tulajdonítottak.
Domonkos rendi szerzetes volt, 1318-tól rendje generálisa. Több, Aquinói Szent Tamás nézeteit védő írást készített, így például a Contra Henricum de Gande, ubi impugnat Thomam címűt. Az ő műve a Summa totius logicae Aristotelis is, amelyen Auxerre-i Lambert hatása is felismerhető.

## Bővebb irodalom
- Étienne Gilson: A középkori filozófia története. Budapest: Kairosz Kiadó. 2015.  ISBN 9789636627850 , 575–576. o.